# 雷電池 (久喜市)

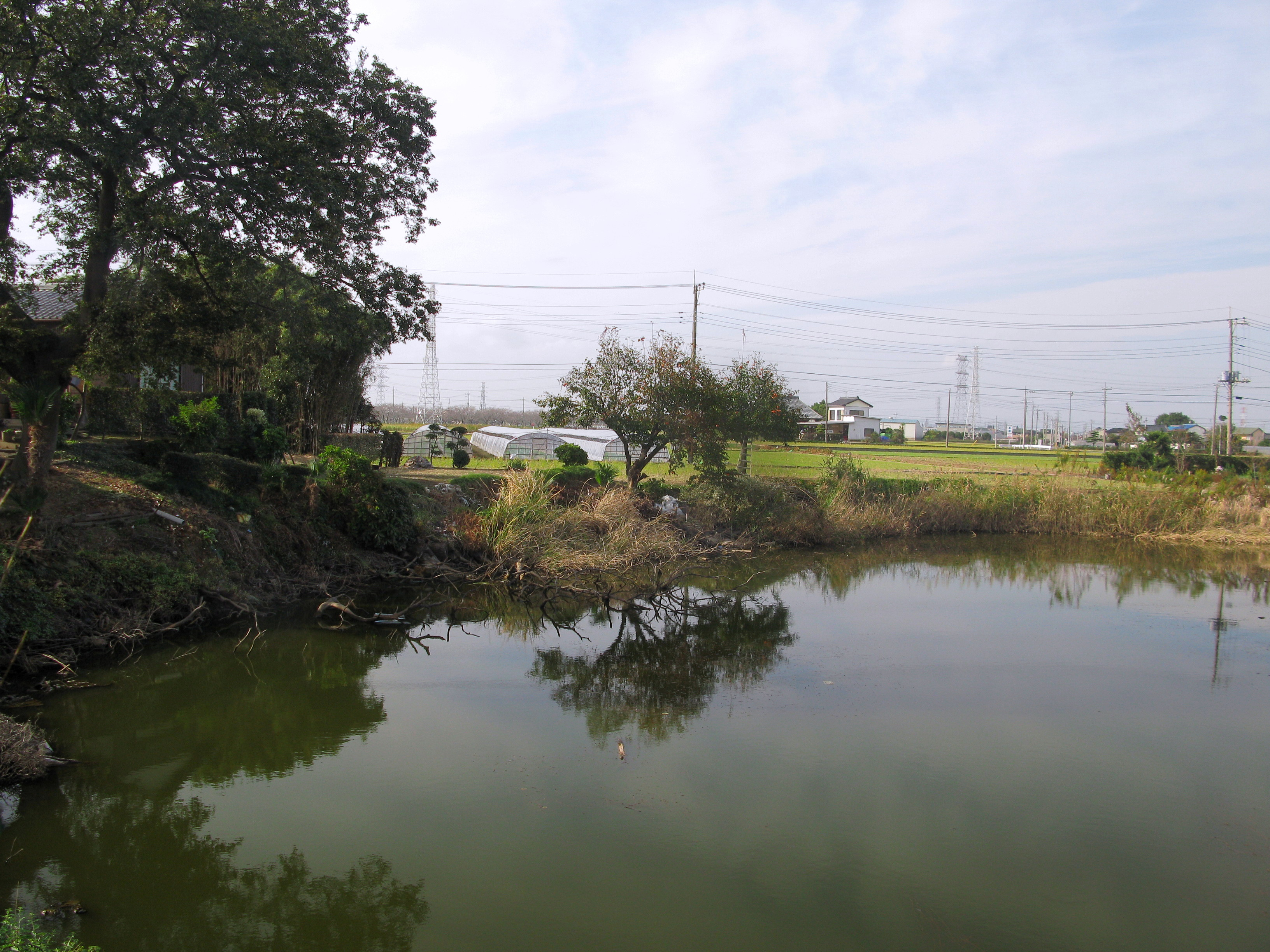
雷電池（2011年11月）

雷電池（らいでんいけ）は、埼玉県久喜市中里に所在する池である。

## 概要
中里の東南に所在している。ほぼ自然のままの姿が残されており、池の周辺では東方を大堀排水路が流下し、東武日光線が敷線されている。また周辺は水田などの農地となっている。雷電池には水田からの水路が流入している。この池は1786年（天明6年）に発生した島川（中川。利根川旧流路の一つ）の大洪水により形成され、周囲400間（約720m）あったと云われるが、現在では地元の人々によって埋め立てられ、元の面積の約半分になっている。池の周囲は東側のみ至近を通行できるが、それ以外の地点では少し離れた地点を周回することができる。
雷電池は雷池（かみなりいけ）、または稲荷池（いなりいけ）とも称される。

## 所在地
- 〒349-1112
- 埼玉県久喜市中里